# 渋谷怪談 サッちゃんの都市伝説
『渋谷怪談 サッちゃんの都市伝説』（しぶやかいだん サッちゃんのとしでんせつ）は、ネット配信による日本のドラマ。ブロードバンドサービスのアンパサンド・ブロードバンドにおいて、2004年10月4日から2005年2月1日まで配信された。「霊」「呪い」「噂」などの要素を持つ都市伝説を題材とした全14話のオムニバス形式のドラマである。

## 概要
劇場版作品『渋谷怪談』から続く『渋谷怪談』シリーズの一つ。映像作品としては、2作同時公開された『渋谷怪談』『渋谷怪談2』に続くシリーズ第2弾として位置づけられているが、メディアミックス作品全体としては、『渋谷怪談2』と本作の間に小説作品『サッちゃん 続・渋谷怪談』が位置している。
物語の上ではそれまでのシリーズ作品とのつながりを持たない番外編ともいえる作品であり、新鋭の個性派監督たちが当時の注目の若手俳優を使い、著名な都市伝説をどのように映像化するかが見どころとされている。中心となるのはタイトルにもあるキャラクター「サッちゃん」だが、このキャラクターの解釈も各監督によって様々であり、心霊的なキャラクターであったり、都市伝説の象徴であったり、単に不気味で怖い女の子であったりと、作品ごとに様々に描かれている。なお第6話『心霊写真マニア』のみ、既存の都市伝説をモチーフとしていないオリジナル作品である。
配信開始から約2か月で10万配信を達成し、アンパサンド・ブロードバンドでもトップの配信記録となった。2004年11月25日には、全14話をまとめて視聴できるパック配信が開始された。これらを記念して同月に行われたイベントで、第13話出演の泉政行が語ったところによれば、撮影中に壁の額縁が本場撮影時だけ落ちてしまうという不思議な現象が起きたという。この現象は実際に第13話の映像中に収録されており、後に発売されたDVDソフトの特典映像でのメイキングでも、出演者やスタッフたちがこの現象に驚いている模様が収められている。
後には同タイトルの携帯電話向けウェブサイトや、都市伝説を収録したストーリー解説&データ集『渋谷怪談 サッちゃんの都市伝説 モバイル・アナザー・ストーリーズ』、などメディアミックス展開も行なわれた。2004年12月には、本作と連動したアトラクション「台場怪奇屋敷」がデックス東京ビーチで開催された。同月16日には、この「台場怪奇屋敷」をモデルとしたオリジナルエピソード『怪奇屋敷』を収録した原作小説『サッちゃんの都市伝説 渋谷怪談III』が発行された。
『渋谷怪談』シリーズにおける続編としては、2006年に映画『渋谷怪談 THE リアル都市伝説』が製作されているが、前述のように本作は番外編的作品のため、物語の上での繋がりはない。

## キャスト
- 高木李湖
- 左近香澄
- 後町由香

※各話ごとのキャストは#サブタイトルを参照。

## スタッフ
- 企画：辻畑秀生
- プロデューサー：柴田一成、柳原祥広
- アソシエイトプロデューサー：久保真、溝口健次郎
- 制作プロデューサー：田辺隆史、畑澤和也、伴野智
- ラインプロデューサー：田部井幸太郎
- 原案・脚本・シリーズ構成：福谷修
- 撮影：平尾徹、春木譲
- 音楽：大野一成
- 特撮・特殊メイク：マイケル・T・ヤマグチ
- VFXスーパーバイザー：久保光貴
- 制作：東北新社
- 制作協力：TBSビジョン、オレンジプロダクション
- 製作：ジュネオンエンタテインメント、アンパサンド・ブロードバンド

※各話ごとの監督は#サブタイトルを参照。

## サブタイトル
| 話数 | タイトル         | キャスト                                                       | 監督     |
| ---- | ---------------- | -------------------------------------------------------------- | -------- |
| 1    | サッちゃんメール | 前田亜季、大久保綾乃                                           | 福谷修   |
| 2    | アイスクリーム   | 小阪由佳、篠原愛実、渡部渉、伊東伸泰                           | 横山隆平 |
| 3    | あこがれの人     | 吉井怜、藤田玲、倉貫まりこ、小倉星羅、相原真奈美               | BQ寧     |
| 4    | チェーンメール   | 前田愛、栗原瞳、山田能龍、松本渉、清水美雪、弘瀬謙二、渋谷えり | 椿光一   |
| 5    | 三本足           | 栗原瞳、荒木しげる、渡辺友梨、阿部千明                         | 椿光一   |
| 6    | 心霊写真マニア   | 藤田玲、辻本祐樹、浜田翔子、上杉弘美、星野飛鳥                 | BQ寧     |
| 7    | 耳たぶの白い糸   | 岩佐真悠子、阿部千明                                           | 長江俊和 |
| 8    | 友達だよね       | 矢口聖来、谷村美月、播田美保                                   | 横山隆平 |
| 9    | 公衆トイレ       | 山田能龍、朱源実、佐藤一平、小宮山実花、森崎愛                 | 中村義洋 |
| 10   | リフォーム       | 小阪由佳、篠原愛実                                             | 長江俊和 |
| 11   | 安すぎる自転車   | 大久保綾乃、三谷昇、天野めぐみ、水原鈴花、鈴木祐紀             | 中村義洋 |
| 12   | TVの砂嵐         | 清水あすか、村上幸平                                           | 野崎宏二 |
| 13   | 扉               | 樹里、泉政行、村田あゆみ、白川裕二郎、太田緑ロランス           | 池田成志 |
| 14   | サッちゃん       | 谷村美月、森崎愛                                               | 柴田一成 |